# Hrabia Stanhope

## Informacje ogólne
- Dodatkowymi tytułami hrabiego Stanhope były:
  - wicehrabia Stanhope of Mahon
  - baron Stanhope of Elvaston
- Najstarszy syn hrabiego Stanhope nosił tytuł wicehrabiego Mahon

Wicehrabiowie Stanhope of Mahon 1. kreacji (parostwo Wielkiej Brytanii)
- 1717–1721: James Stanhope, 1. wicehrabia Stanhope of Mahon

Hrabiowie Stanhope 1. kreacji (parostwo Wielkiej Brytanii)
- 1718–1721: James Stanhope, 1. hrabia Stanhope
- 1721–1786: Philip Stanhope, 2. hrabia Stanhope
- 1786–1816: Charles Stanhope, 3. hrabia Stanhope
- 1816–1855: Philip Henry Stanhope, 4. hrabia Stanhope
- 1855–1875: Philip Henry Stanhope, 5. hrabia Stanhope
- 1875–1905: Arthur Philip Stanhope, 6. hrabia Stanhope
- 1905–1967: James Richard Stanhope, 7. hrabia Stanhope

Wicehrabiego Stanhope of Mahon (cd.)
- 1967 -: William Henry Leicester Stanhope, 11. hrabia Harrington i 8. wicehrabia Stanhope of Mahon